# دوتا زیاده
دوتا زیاده (به انگلیسی: Two Much) یک فیلم سینمایی آمریکایی در ژانر کمدی رمانتیک محصول سال ۱۹۹۵ که بر اساس رمان دانلد ای وستلیک به همین نام ساخته شده‌است، و همچنین بازسازی فیلم کمدی فرانسوی، بنام دوقلو (فیلم ۱۹۸۴) می‌باشد. این اثر به کارگردانی فرناندو تروئبا است. بازیگران اصلی این فیلم آنتونیو باندراس، ملانی گریفیث، داریل هانا و دنی آیلو هستند.

## داستان
داستان در مورد یک نقاش است (آنتونیو باندارس) که به‌طور هم‌زمان عاشق دو خواهر می‌شود. او برای حل این مشکل تصمیم می‌گیرد یک شخصیت جدید به‌عنوان برادر دوقلوی خودش به‌وجود آورد و …

## بازیگران
- آنتونیو باندراس در نقش آرت داج، «بارت داگ»
- ملانی گریفیث نقش بتی کارنر
- داریل هانا در نقش لیز کارنر
- دنی آئیلو در نقش ژن
- جون کیوسک در نقش گلوریا
- ایلای والاک در نقش شلدون داج
- گابینو دیه‌گو در نقش مانه
- آستین پندلتن نقش دکتر هافایر
- آلن ریچ در نقش Reverend Larrabee
- وینسنت شیاولی در نقش سوملیایر
- فیل لیدز در نقش تیپ لینکلن